# Mikrografia

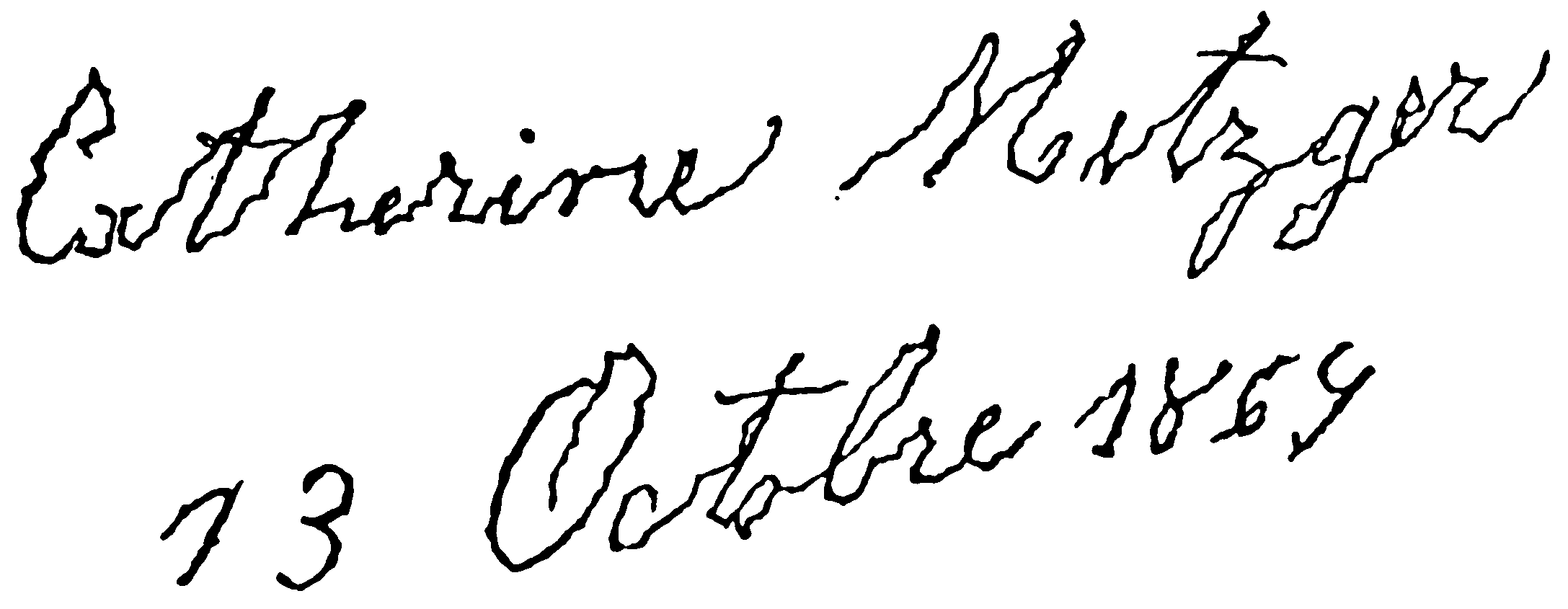
Przykład mikrografii

Mikrografia – zaburzenie neurologiczne, które polega na stopniowym zmniejszaniu się liter w trakcie pisania, a pismo staje się coraz mniej czytelne.
Jest to charakterystyczny objaw choroby Parkinsona, ale może się także pojawiać w trakcie leczenia neuroleptykami.